# Spatial Humanities
Die Spatial Humanities (deutsch „raumbezogene Geisteswissenschaften“) sind ein Forschungsgebiet der Geisteswissenschaften, in dem raumbezogene Fragen mit digitalen Darstellungen bearbeitet werden. Der Begriff taucht im letzten Jahrzehnt des 20. Jahrhunderts im angelsächsischen Sprachraum auf. 

## Herkunft
Die Spatial Humanities sind Teil der Digital Humanities. Sie nutzen die Technologie der Geoinformationssysteme zur Erfassung, Bearbeitung, Organisation, Analyse und Präsentation räumlicher Daten. Mit Datenbanken kann die soziale, ökonomische, politische und kulturelle Entwicklung erforscht werden. In den Altertumswissenschaften ist diese Methodik verbreitet, und in vielen Disziplinen werden sie eingesetzt, besonders in den Sozialwissenschaften, wo räumliche Erkenntnisse bei Fragen über das menschliche Verhalten nützlich sind.

## Spatial Turn
Der Spatial Turn ist eine Erweiterung der Forschungsperspektive in den Kultur- und Sozialwissenschaften, die den geographischen Raum als kulturelle Größe wahrnimmt. Die Spatial Humanities und die raumbezogene Geschichtsforschung sind aus dem Spatial Turn in den Sozialwissenschaften entstanden. 1989 hat der amerikanische Geograph Edward Soja diesen Begriff als Kapitelüberschrift im Buch Postmodern Geographies benutzt.

## Entwicklung
Zum Entstehungsprozess der Spatial Humanities gehören post-moderne Theorien über Raum und Platz, e-Science, Web 2.0 und eine partizipierend lernende Gesellschaft, die an der Nutzung des Raumes interessiert ist. Typische Fragen sind: Wie wäre der Raum heute am besten zu nutzen? Wie wurden die Räume historisch genutzt und wahrgenommen? Die Wissenschaft integriert diese Sicht auf  Raum und Zeit und visualisiert das Ergebnis in Plänen, so dass beispielsweise der Altertumswissenschaftler eine klare Arbeitsgrundlage zur Wasserversorgung im antiken Forum hat. Damit entstehen neue Darstellungen mit Einblick in die Welt der Wahrnehmungen.

## Geoinformationssystem
Geographische Informationssysteme (GIS) können Daten aus der Umwelt erfassen, speichern, analysieren und visualisieren. Analysefunktionen und Simulationen führen zu einem expliziten räumlichem Bezug.
Vorläufer sind beispielsweise archäologische Verteilungskarten, die das Vorkommen einer bestimmten Fundgattung in einem begrenzten Raum darstellen. Sie lassen Pläne entstehen, die zu neuen Erkenntnissen in der Funddichte führen. Die Geoinformationssysteme sind mit digitalen Zusatzinformationen wie Scans oder Messdaten verknüpft. Daraus vollzog sich eine Entwicklung hin zur 3D-Ansicht und zu den Spatial Humanities.

## Projekte im deutschsprachigen Raum
- TOPOI, Exzellenzcluster zu den raumbezogenen Altertumswissenschaften
- Maya Arch3D, Erforschung von Maya-Tempeln mit 3D-Scanning und -Modellierung
- RIGeo, räumliche Kontextualisierung der Regesta Imperii
- Inschriften im Bezugssystem des Raumes, raumbezogene Epigraphik und Kunstgeschichte mit 3D-Scans
- GigaMesh Software Framework, Analyse von 3D-Messdaten mit Fokus auf archäologischen Funden wie Keilschrifttafeln oder Keramik
- 3D-Sutren, Dokumentation von Sutren-Inschriften